# 墨田区内循環バス

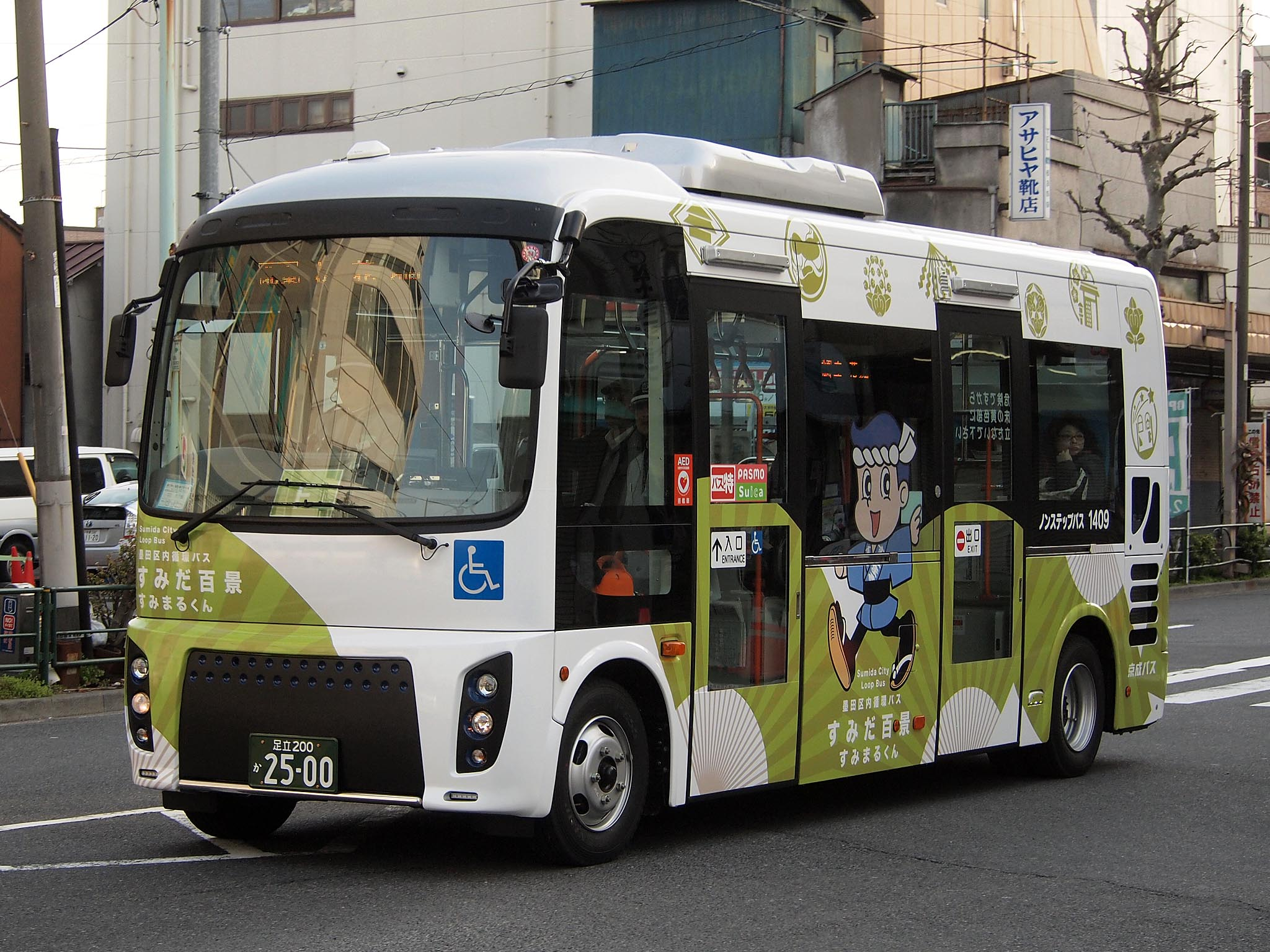
北東部ルートの車両
すみまるくん（若草色）1409号車

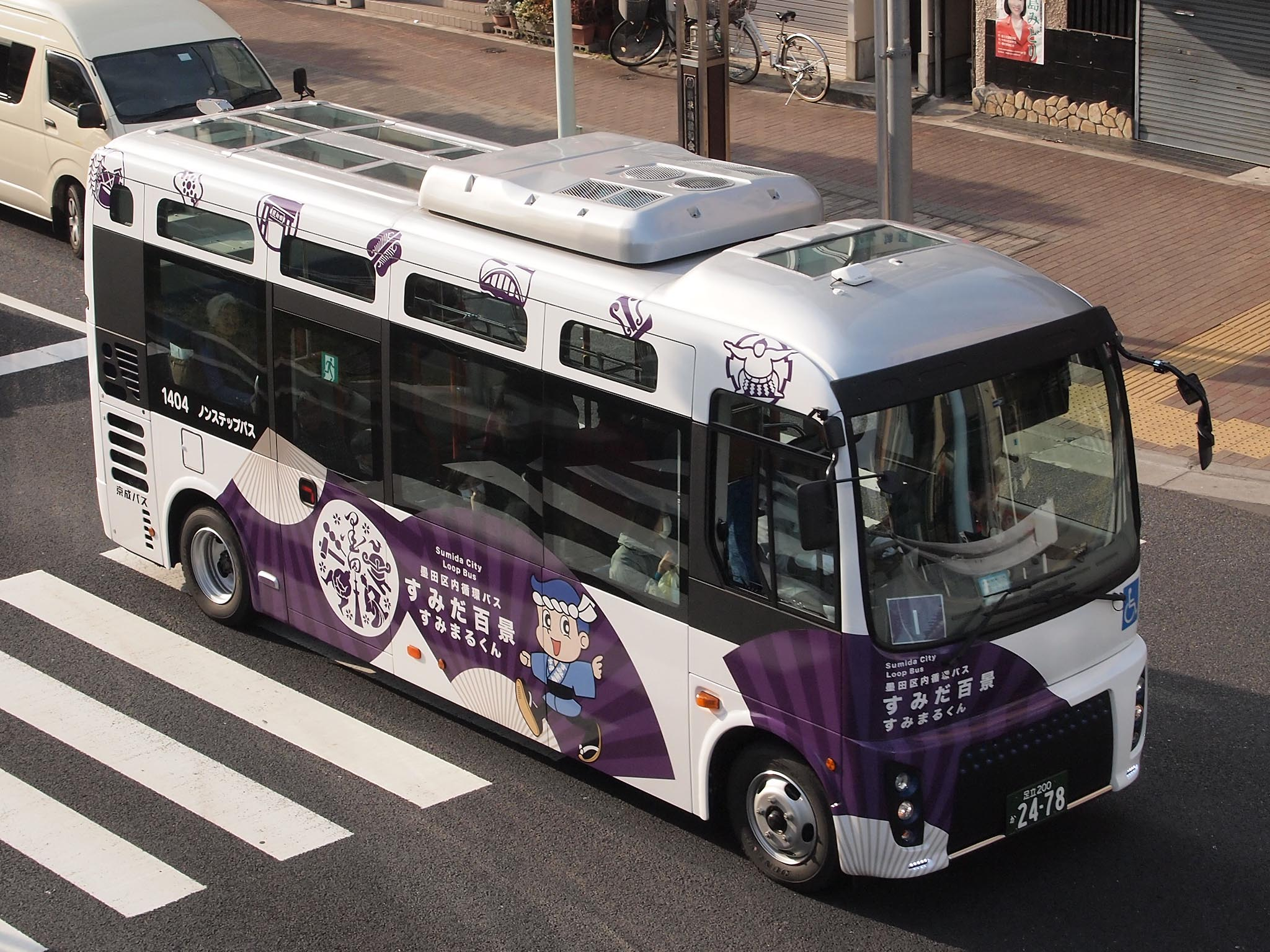
南部ルートの車両
すみまるくん（江戸紫）1404号車

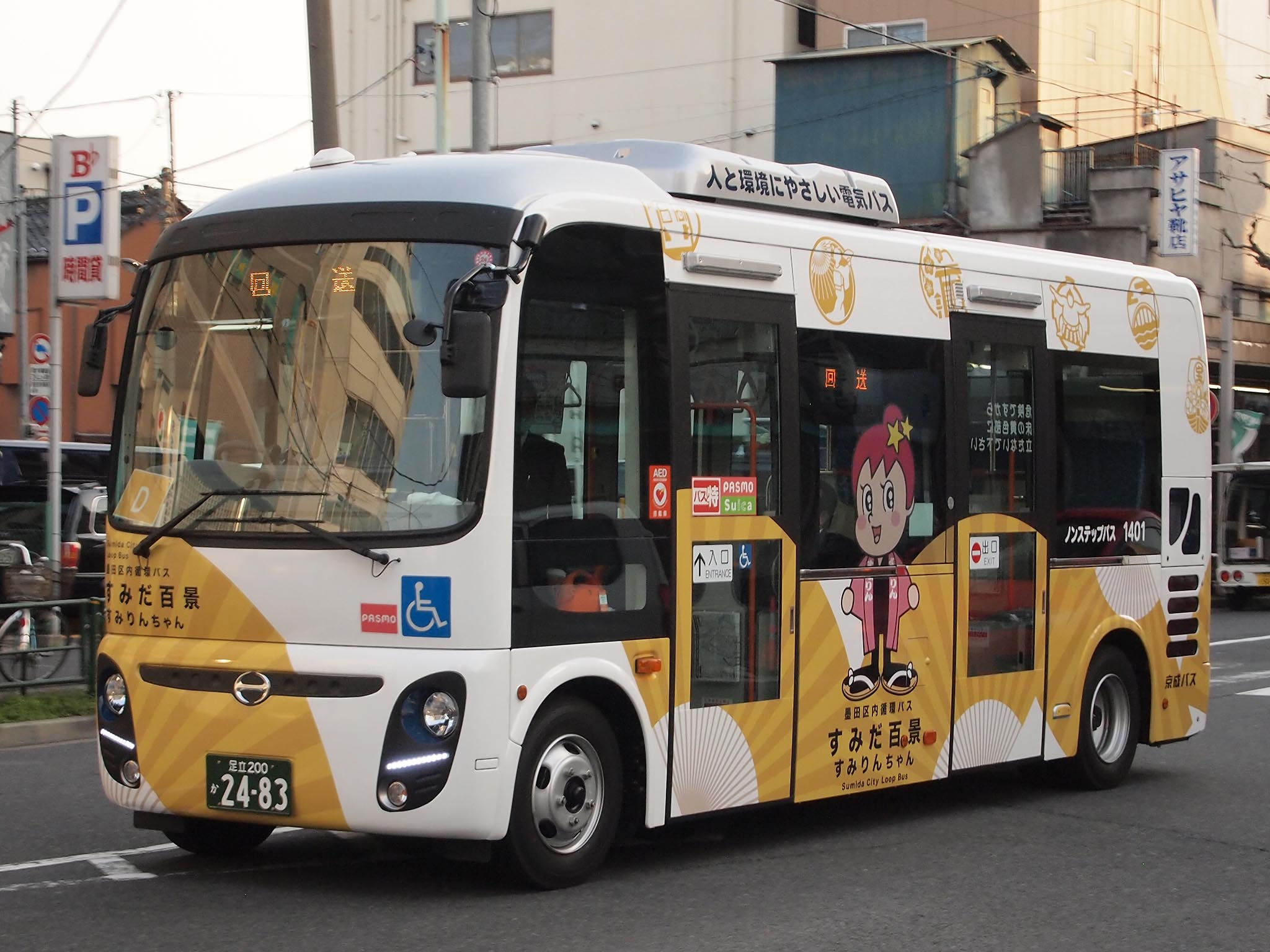
南部ルートの車両
すみりんちゃん（日野・ポンチョ電気バス）1401号車

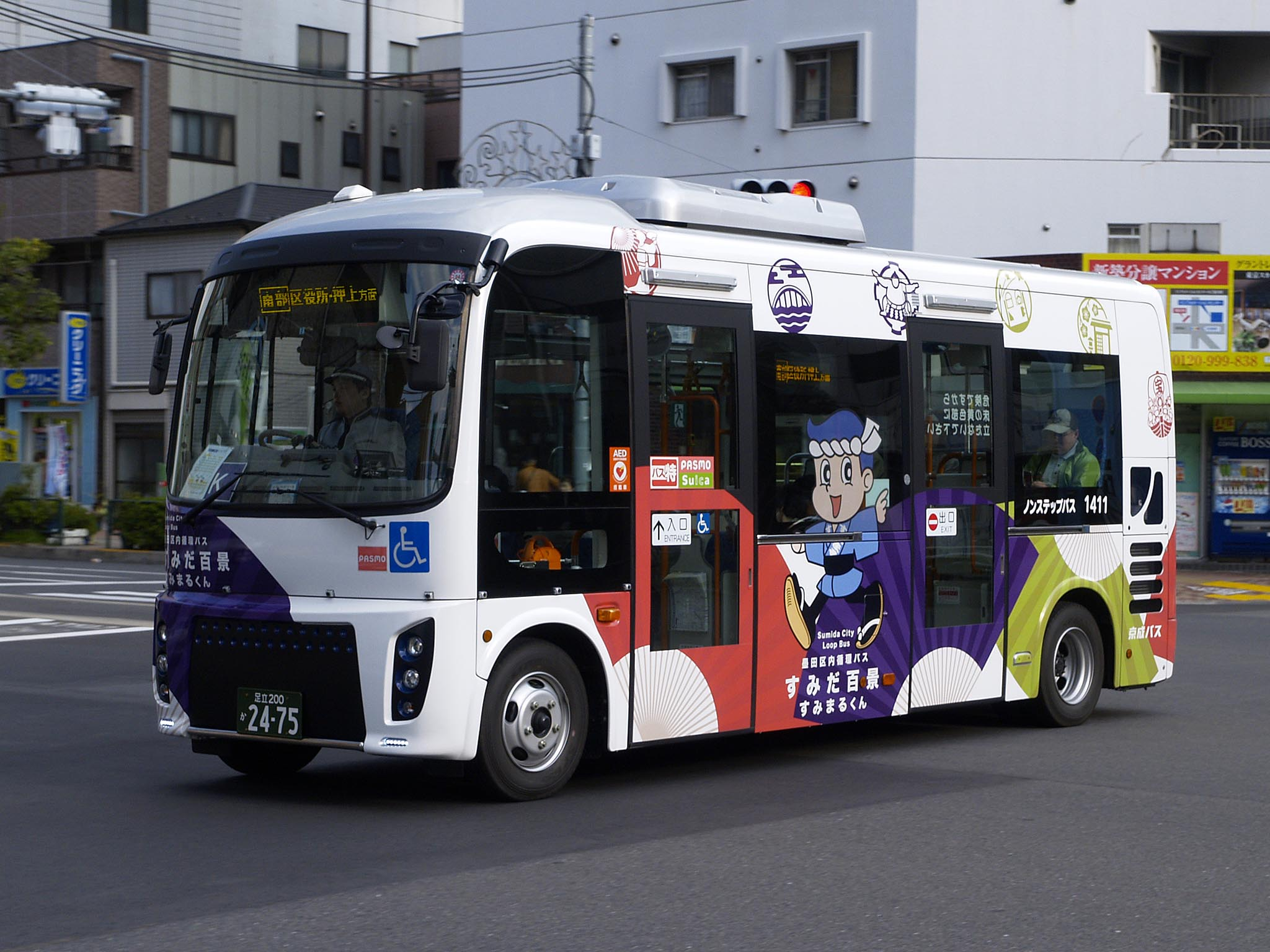
専用予備車（3色カラー）
1411号車

墨田区内循環バス（すみだくないじゅんかんバス）は、東京都墨田区が運行するコミュニティバス。愛称は「すみだ百景 すみまるくん・すみりんちゃん」。
2012年（平成24年）3月20日運行開始。押上駅を起終点とする循環路線3ルートが運行されており、運行開始時より全ルートで京成バス奥戸営業所に運行を委託している。

## 概要
2006年（平成18年）12月に策定された「墨田区基本計画」の中で、墨田区の観光戦略として、区内の観光施設や公共施設を回る巡回バスの導入についてうたわれた。また、2008年（平成20年）3月に策定された「墨田区都市計画マスタープラン」においても、循環ミニバスの検討が盛り込まれた。
これらをふまえて、墨田区は2008年に「区内循環バス導入に向けた調査」を実施し、どのようなコミュニティバスを導入すべきか検討した。その中で、以下のような方向性がまとめられた。
- 運行間隔は15分間隔を基本とし、運行時間帯は、観光客や区民の動向を踏まえて設定する。
- 運行ルートは、利便と効率性を両立できる短距離の循環ルートとし、バス停は、観光施設を中心に区民向け施設も考慮する。
- 車両は地域イメージを伝えられ、バリアフリーに配慮したものとする。

2009年（平成21年）11月には、区内循環バスの運行ルート案等をまとめ、パブリックコメントの募集及び区民説明会（計3回）を実施した。同年12月21日には、道路運送法に基づく地域公共交通会議として「区内循環バス運行検討会」を設置し、構成員となる墨田区・地域住民及び区内バス事業者などにより、具体的なコンセプトや運行ルートなどが議論されてきた。
2011年（平成23年）には、運行検討会で示された運行案等を元にした運行事業者の選定が行われ、同年7月に京成バスが運行事業者として選定された。また運行事業者決定と前後して、区内循環バスの愛称の募集が実施された。

## 沿革
- 2011年（平成23年）
  - 2月25日：区内循環バス運行事業者向け事前相談会を実施する[6]。
  - 7月：運行事業者を京成バスに決定する[6]。
- 2012年（平成24年）
  - 3月20日：運行開始。
    - 押上駅前広場が供用前のため、押上駅は押上1丁目12番8号に設けた臨時バス停とする[7]。
    - 東京スカイツリータウン開業前のため、北西部ルートは暫定的に、とうきょうスカイツリー駅の後、南部ルートと同経路で押上駅へ行く経路とする[7]。

  - 4月1日：押上駅前広場の供用開始に伴い、押上駅停留所を本設停留所へ移設[7]。
  - 5月22日：東京スカイツリータウンの開業に合わせ、北西部ルートを正規ルートへ変更し、東京スカイツリータウン停留所に停車する[7]。
- 2013年（平成25年）
  - 3月11日：本所警察署移転に合わせて、南部ルートの「本所防災館入口」を「本所警察署・本所防災館入口」に、「春慶寺前」を「春慶寺前（東京スカイツリータウン前）」に、停留所名をそれぞれ変更[8]。
  - 4月1日：北東部ルートに「八広四丁目西」、南部ルートに「本所中学校入口」停留所をそれぞれ新設[9]。
  - 4月27日：南部ルートに「若宮公園入口」停留所を新設[10]。
- 2015年（平成27年）4月1日：北西部ルート・南部ルートで一部経路変更。南部ルートはJR両国駅西口も経由するようになる[11][12]。
- 2017年（平成29年）3月20日：南部ルートで、葛飾北斎の浮世絵で車体を装飾した「北斎号」の運転を不定期で開始[13]。
- 2019年（令和元年）
  - 12月1日：北西部ルートに「墨田区総合運動場」停留所を新設[14]。これに伴い、北西部ルートのみダイヤ改正[14]。
  - 12月28日：セイコーの企業博物館「時と時計の博物館 セイコーミュージアム」（墨田区東向島3丁目9-7[15]）が、創業の地・銀座への移転のため、この日をもって墨田区での営業を終了[15]。北西部ルート停留所名の「セイコーミュージアム前」については変更なし。
- 2021年（令和3年）3月9日：日野自動車からの申し出により、電気バス「すみりんちゃん」の運行を終了[16]。今後の電気バス導入については未定[16]。なお、電気バス運行終了に伴うダイヤ変更はない[16]。
- 2023年（令和5年）6月1日：北西部ルートの経路を変更。京成曳舟駅（京成曳舟駅ロータリー内）に乗り入れを開始し、すみだ女性センター、とうきょうスカイツリー駅、東京スカイツリータウンの3停留所を休止する。
- 2024年（令和6年）3月25日：中国・BYD製の電気バスが2台導入され、愛称は先代と同じく「すみりんちゃん」の愛称が与えられた[17]。

## 運行内容

### 運賃・乗車券類
- 運賃は均一運賃制で、大人（中学生以上）100円、小人50円、未就学児は無料[18]。
- 各種障害者手帳の提示により、本人と介助者1名までが運賃無料となる[18]。
- PASMO・Suica等の交通系ICカードが利用可能[18]。東京都シルバーパスは利用できない[18]。
- 押上駅において乗継割引制度があり、乗務員に申し出て乗継券を受けることで、当日1回限り乗り継ぎが無料となる[18]。
- 専用の一日乗車券が300円で販売されている[18]。
- 専用定期券が1か月3,000円で販売されている。継続購入の場合は4か月ごとに1,000円割引される[18]。
- 京成バス及び京成タウンバスで販売しているICカード都内1日乗車券[19]及び東京都内ICカード金額式定期券[20]でも利用可能。

## 現行路線

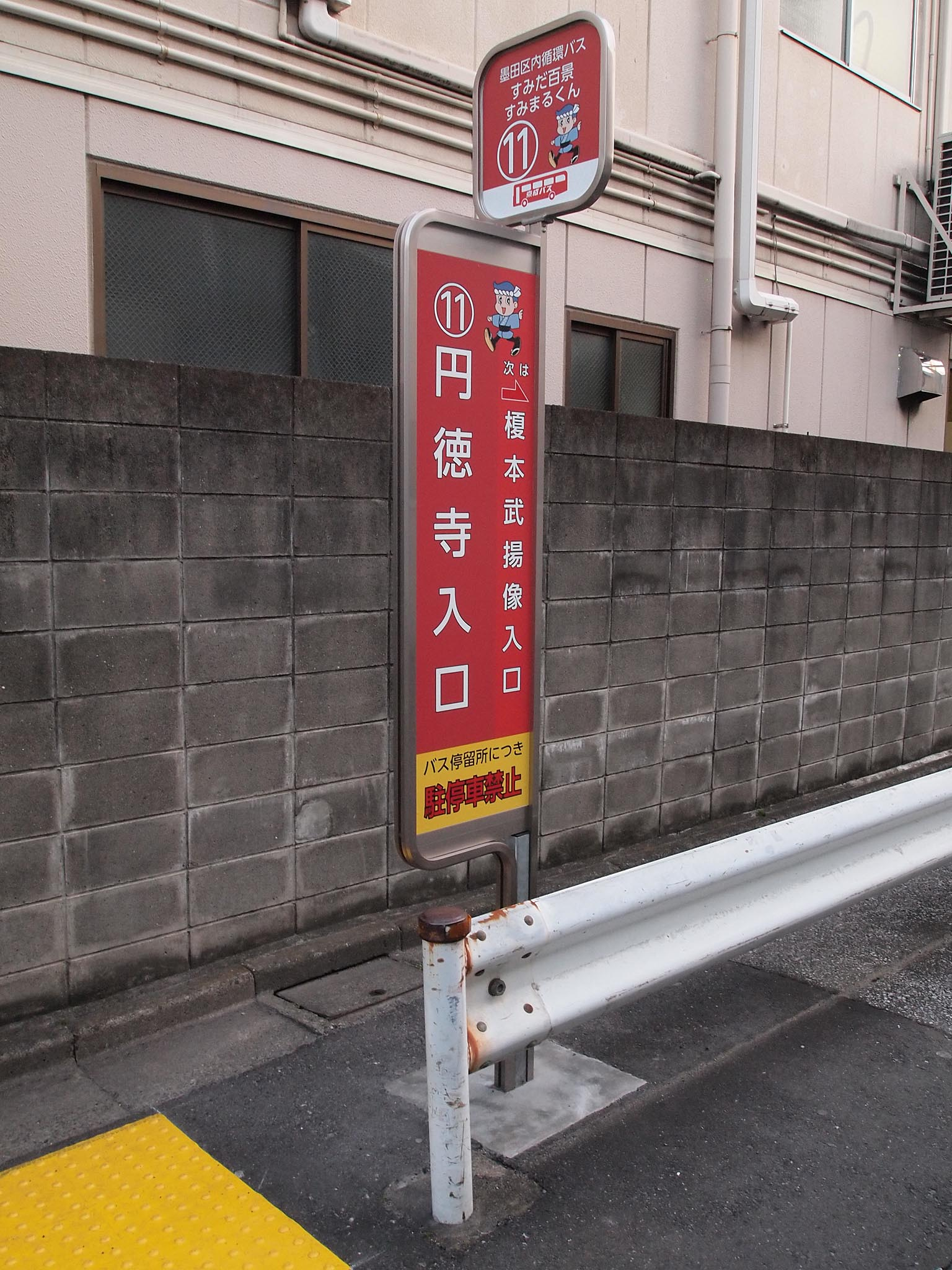
専用バス停ポール
北西部ルート「円徳寺入口」

全3ルートとも、押上駅を起終点とする片方向循環路線である。いずれも一周の走行距離は比較的短い。区内の公共施設や鉄道駅のほか、東京スカイツリーや江戸東京博物館、国技館、水上バス「東京水辺ライン」両国発着場、そのほか下町の寺社など観光施設を経由する。
2019年12月時点の路線は以下のとおり。停留所は主要なもののみ記載。

### 北西部ルート
- 押上駅 - 京成曳舟駅 - 東京都済生会向島病院入口 - 鐘ヶ淵駅 - 法泉寺入口 - 押上駅[21]

### 北東部ルート
- 押上駅 - 東あずま駅 - 白鬚神社入口 - 八広 - 飛木稲荷神社入口 - 押上駅[21]

### 南部ルート
- 押上駅 - 柳嶋妙見山法性寺入口 - 賛育会病院 - 錦糸町駅北口 - 都営両国駅（江戸東京博物館前）- 両国駅西口（回向院入口）- 弥勒寺前 - 墨田区役所（勝海舟像入口）→本所吾妻橋駅北（清雄寺入口）- 本所吾妻橋駅東（南蔵院跡） - 春慶寺前（東京スカイツリータウン前）- 押上駅[21]

## 車両
車両は5種類のラッピング装飾が施された日野・ポンチョが導入された。うち1台は電気バスである。電気バスは東京都羽村市のコミュニティバス「はむらん」と同型同年式の車両を導入していたが、後述参照により、2021年3月9日に運行を終了した。また2024年3月25日には、再び電気バスが2台導入された(後述参照)。先代の電気バスについての詳細は、日野・ポンチョ#電気バス、日野・ポンチョ電気バスを参照。2代目電気バスについての詳細は、BYD・J6 2.0を参照。
ディーゼルバスには「すみまるくん」、電気バスには「すみりんちゃん」の愛称が付され、祭り装束を身に着け、青色の法被を着てねじり鉢巻を締めた男の子「すみまるくん」と、ピンク色の法被を着て星の髪飾りを付けた女の子「すみりんちゃん」のキャラクターが、それぞれ描かれている。また電気バス「すみりんちゃん」を除いて天窓を装備する。また、車両はルートごとに色分けされている。
2021年（令和3年）3月9日、京成バスは「車両メーカー（日野自動車）からの申し出により、電気バス「すみりんちゃん」の運行を終了した」と発表した。今後の電気バス導入については未定としていたが、2024年3月25日に電気バス「すみりんちゃん」(後述参照)が再び導入された。なお「はむらん」でも同時に電気バスが運用離脱したが、羽村市は「車両の老朽化」が理由と説明している。
2024年（令和6年）3月25日、中国・BYD製の電気バス「J6 2.0」が2台導入された。